# Niederrœdern
Niederrœdern  è un comune francese di 908 abitanti situato nel dipartimento del Basso Reno nella regione del Grand Est.

## Società

### Evoluzione demografica
Abitanti censiti